# Nationaal park Bunaken
Nationaal park Bunaken is een maritiempark in Indonesië. Het ligt in de provincie Noord-Sulawesi, nabij de stad Manado, op het eiland Sulawesi.